# Образование на Мальте
Образование на Мальте — система образования на Мальте.

## Дошкольное образование на Мальте
Хотя обязательный школьный возраст составляет 5 лет, большинство детей начинают посещать школу в 3 года. Государство предлагает дошкольное образование, которое предоставляется в начальных школах. После дошкольного образования ученик начинает посещать начальную школу. 

### Начальная школа
Обучение в начальной школе длится 6 лет и делится на два цикла длительностью по 3 года каждый. Хотя циклы составляют 3 года, педагогическая граница в начальном образовании проходит между первыми двумя годами обучения и последующими четырьмя.

## Среднее образование
После начального образования следует среднее образование, длящееся 5 лет. Окончание среднего образования одновременно означает и завершение обязательного образования. Потом у учеников есть выбор: они могут продолжить получение основного образования или получать профессиональное образование на пост-среднем уровне.

## Профессиональное образование
Продолжительность профессиональных курсов может различаться, некоторые длятся несколько месяцев, другие — несколько лет. Профессиональное образование на Мальте предоставляется Мальтийским колледжем искусств, науки и технологий (Malta College of Arts, Science and Technology (MCAST)).
Основное пост-среднее образование длится 2 года, и по его окончании ученик может начать обучение в университете. 

## Высшее образование на Мальте
Мальтийский Университет
Самое крупное учебное заведение на Мальте - Мальтийский Университет, имеющим огромное количество отделений, филиалов и представительств. Обучение строго на английском языке. Обучение платное.
Бизнес-школы
На Мальте популярны бизнес специальности, которые представлены в нескольких учебных заведениях:
GBSB Global Business School
Malta Business School

Доступность для российских студентов
Мальта имеет специальный контракт с Россией по образованию, признанию систем образования и обмену студентами.